# Tropenhelm

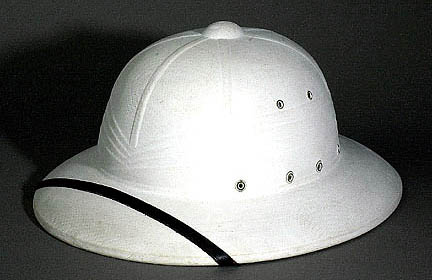
Tropenhelm

Een tropenhelm of helmhoed is een nauw om het hoofd sluitend lichtgewicht hoofddeksel dat vaak wordt gebruikt in tropische en subtropische landen om te beschermen tegen zon en regen. Bovendien kan de tropenhelm ook enige mechanische bescherming bieden tegen vallende voorwerpen zoals kokosnoten of andere grotere boomvruchten.
De rand van de helm varieert in breedte. Er zijn modellen met een brede rand, maar ook modellen vrijwel zonder rand. De helm is gemaakt van kurk, plantenmerg, kunststof of papier-maché en is meestal bekleed met textiel. Het  Franse model heeft de vorm van een halve bol met daaromheen een aflopende rand, vaak met kinriemen en een kleine ontluchtingsdop op de rand. Het Britse model is hoger, waarbij de rand aan de zijkanten smaller is en aan de achterkant langer. De vorm doet denken aan de helm van een Engelse politieagent (Bobby). De overtrek is ofwel van lichte kleur (om zonlicht te reflecteren) of heeft een camouflagekleur.
Tropenhelmen behoren tot het stereotype van Europese ontdekkingsreizigers of koloniale heersers in Afrika en Azië. De inheemse bevolking geeft de voorkeur aan andere, traditionele, hoofddeksels. Er zijn echter ook gebieden waar de lokale bevolking ook tropenhelmen draagt, zoals in het noorden van Vietnam (vooral mannen, vrouwen dragen er vaker rijststrohoeden).
In 1868 werden door Britse koloniale troepen voor het eerst tropenhelmen gedragen tijdens een veldtocht in Ethiopië. Ze werden gebruikt door zowel infanteristen als cavaleristen.
Binnen enkele decennia volgden de meeste koloniale machten het Britse voorbeeld; in de meeste gevallen betroffen het kurken helmen met een overtrek van khaki-textiel.

## Gebruik op zee
Hoewel de helmhoed in het algemeen niet geschikt werd bevonden voor gebruik op schepen was personeel van de Franse marine in de Rode Zee, het Verre Oosten en de Grote Oceaan uitgerust met een witte helmhoed van 1922 tot in de jaren 40.
Vóór de Eerste Wereldoorlog werden landingsdetachementen van verschillende marines in tropische gebieden soms ook voorzien van helmhoeden. Vóór de Tweede Wereldoorlog droegen officieren van de Royal Navy de Wolseley-helmhoed bij hun witte (tropen)uniform. De helmhoed was wit, met een smalle donkerblauwe rand aan de bovenzijde van de stoffen band.

## Nederland

### KNIL
In de Nederlandse krijgsmacht werd de helmhoed gebruikt door het KNIL in Nederlands-Indië.
Bij de oprichting van het KNIL in 1830 werd de sjako ingevoerd als hoofddeksel bij het veldtenue. In 1894 werd, na zeer vele klachten uit de troep over dit hoofddeksel in de tropen, de sjako vervangen door de helmhoed.
De donker gekleurde helmhoed had een lage prijs, was ook in Nederlands-Indië gemakkelijk te fabriceren, was enigszins waterwerend bij regen, raakte niet doorweekt en werd dus niet zwaar bij regen, licht van gewicht, goed sluitend om het hoofd en toch met redelijke ventilatie door de losstaande zweetband aan de binnenzijde en de diverse ventilatiegaatjes, en gemakkelijk te reinigen. Ook zag de helmhoed er krijgshaftig uit en het gezicht, de ogen en de nek van de drager waren behoorlijk beschut tegen de zon.
De helmhoed van het uitgaanstenue was voorzien van goudkleurige versiersels, zoals een helmplaat voorop, een piek bovenop en knopen aan de zijkanten. Te velde werden er geen versiersels gedragen.
Vanaf 1910 werd bij het KNIL de helmhoed vervangen door de bamboe tropenhoed. Helmhoeden werden ook na 1910 nog wel gebruikt bij het KNIL, maar maakten geen onderdeel meer uit van het officiële tenue.

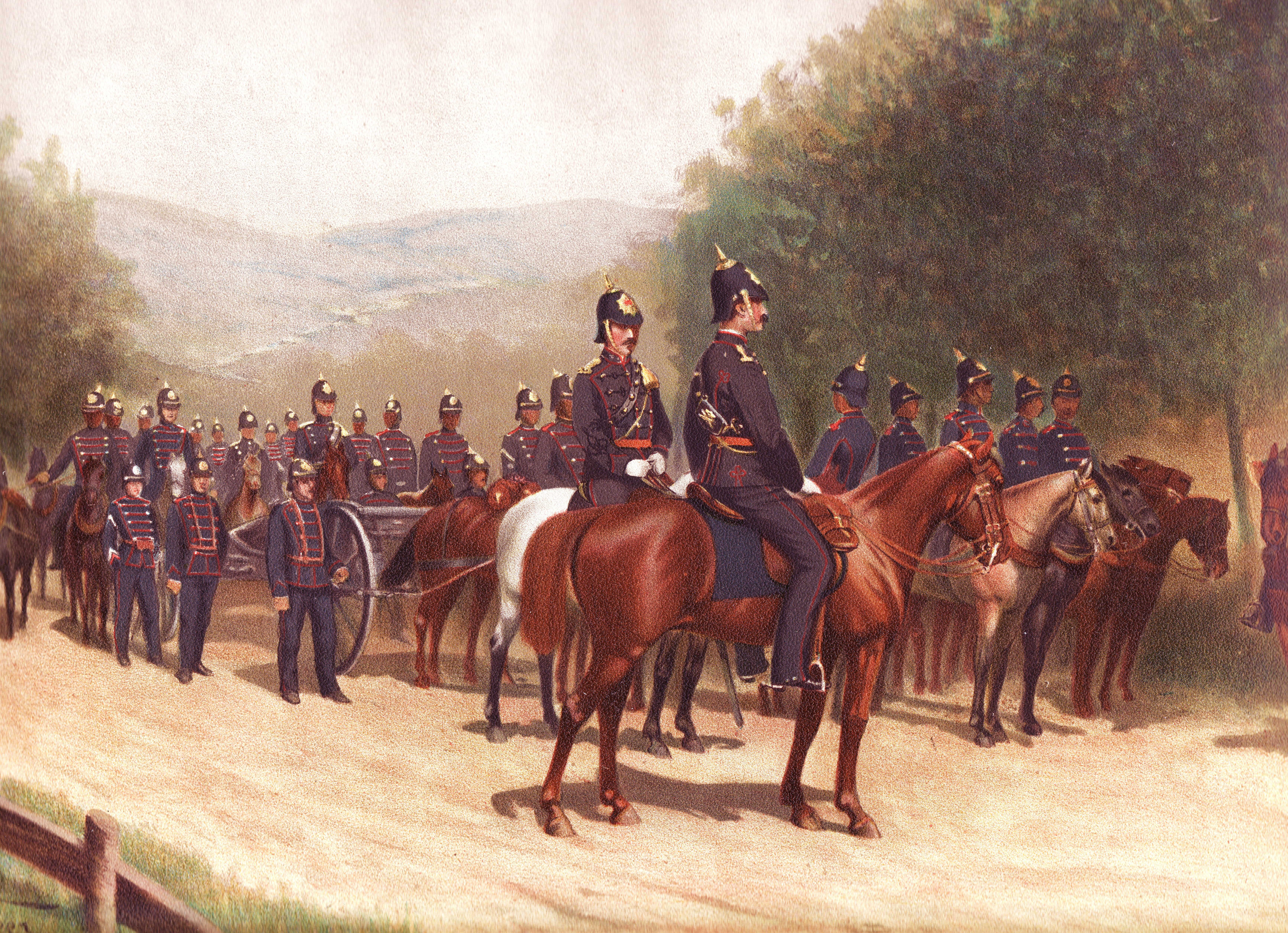
Koninklijk Nederlandsch-Indisch Leger
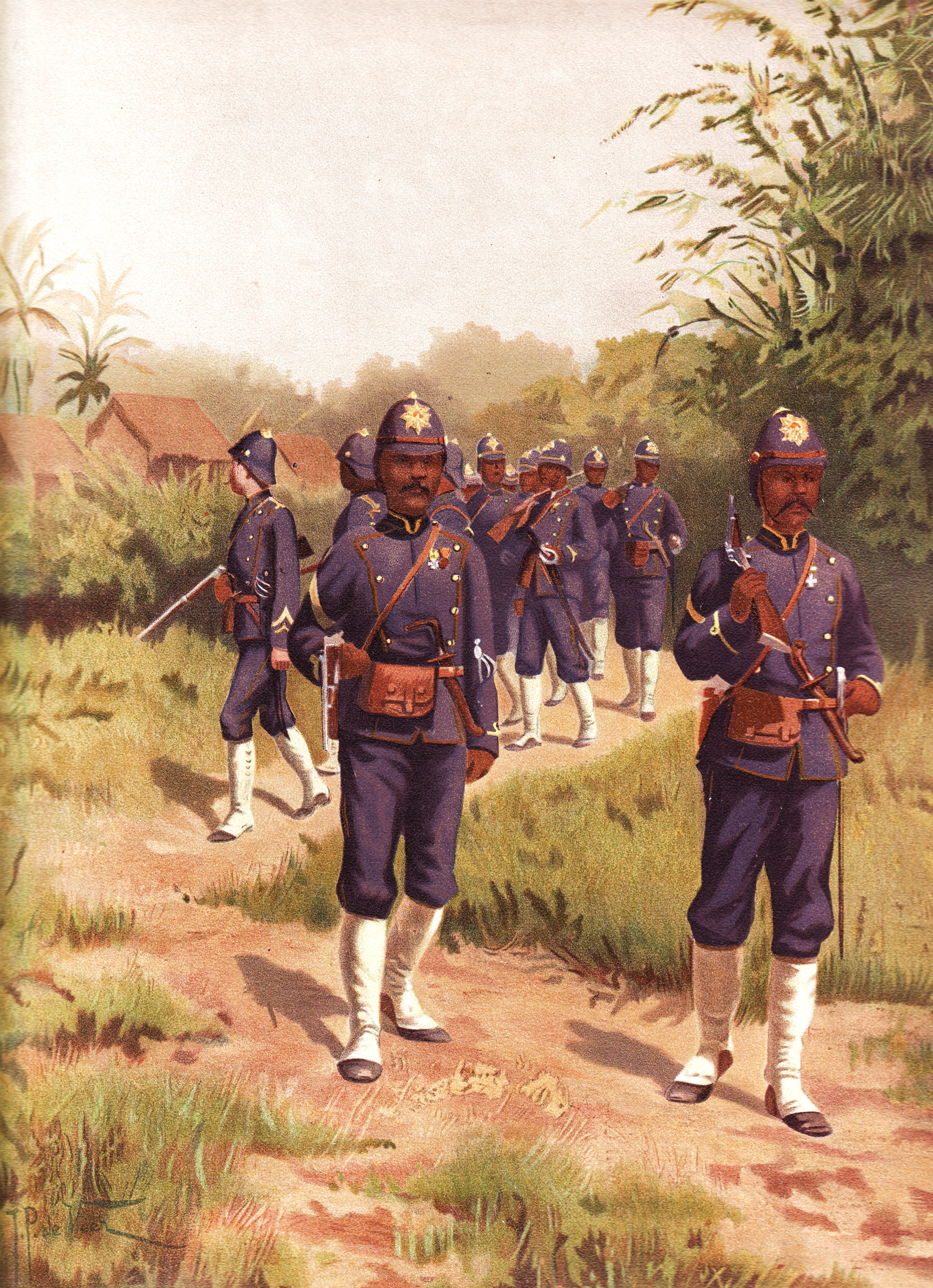
Marechaussee te voet met helmhoed
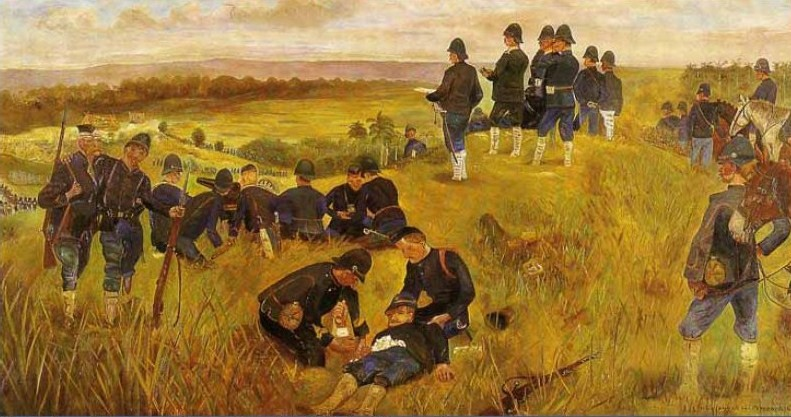
KNIL militairen tijdens de slag bij Batoe Iliq (Atjeh) (1901)
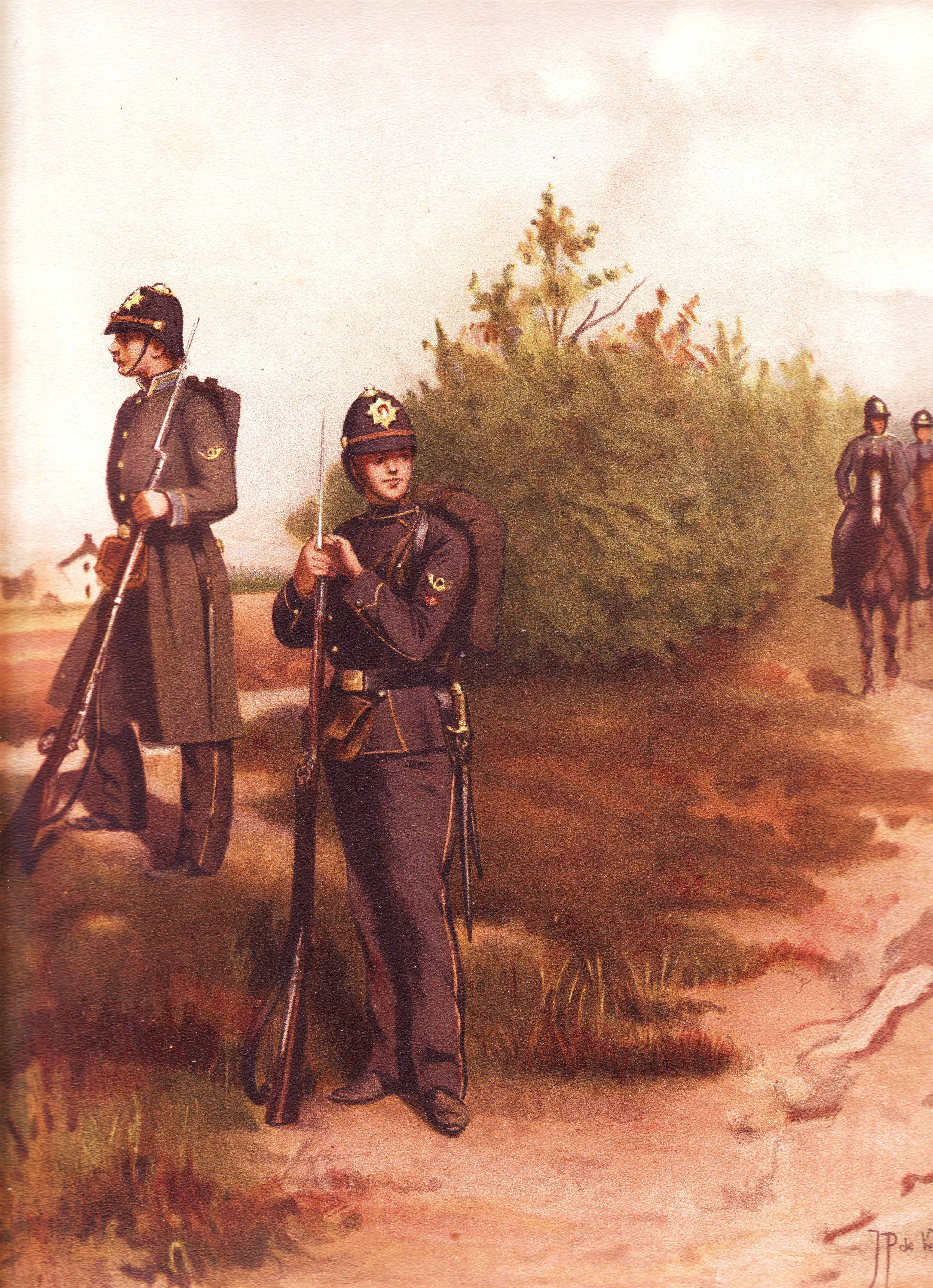
Koloniale Reserve – marstenue
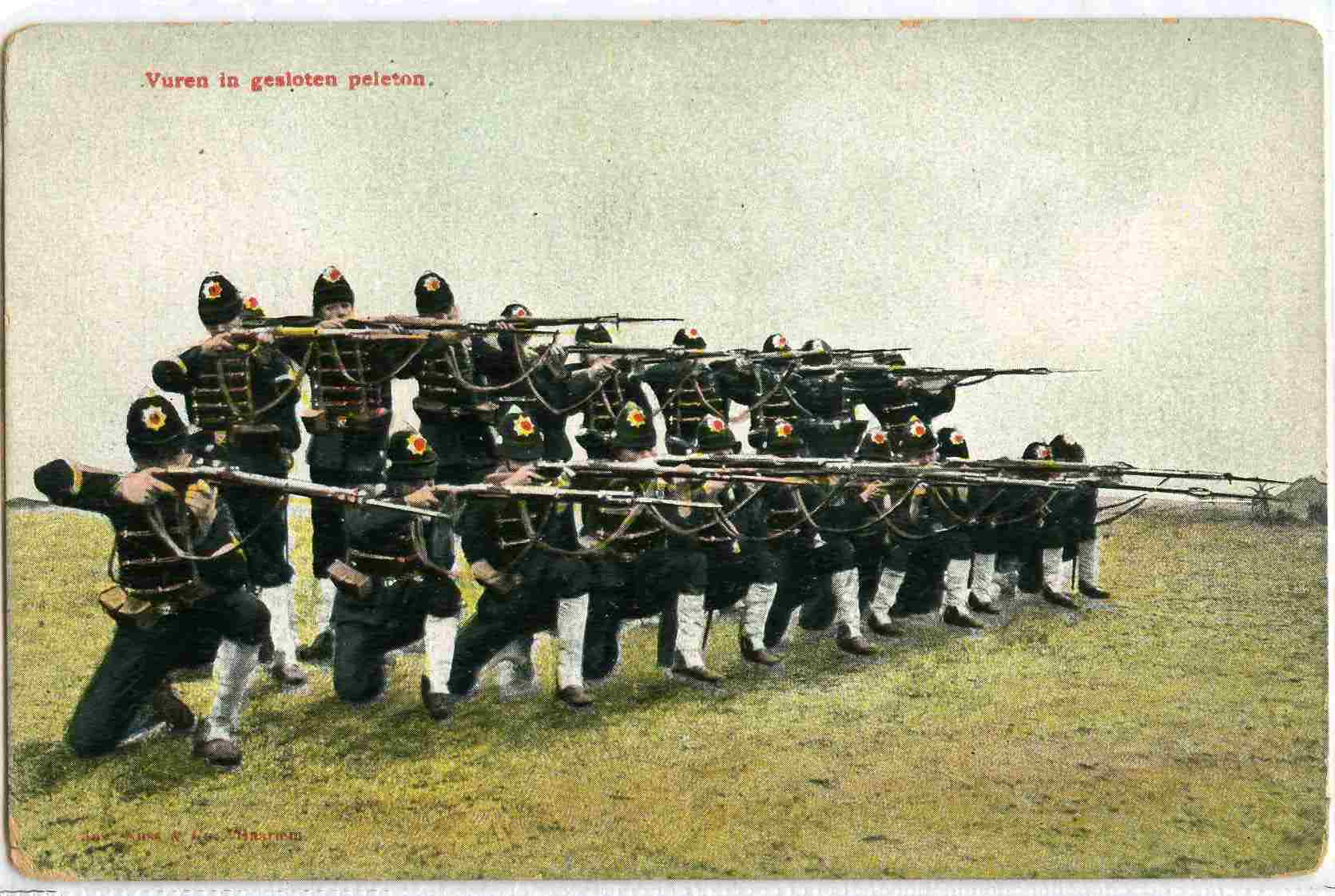
Koloniale Reserve – vuren in gesloten peloton
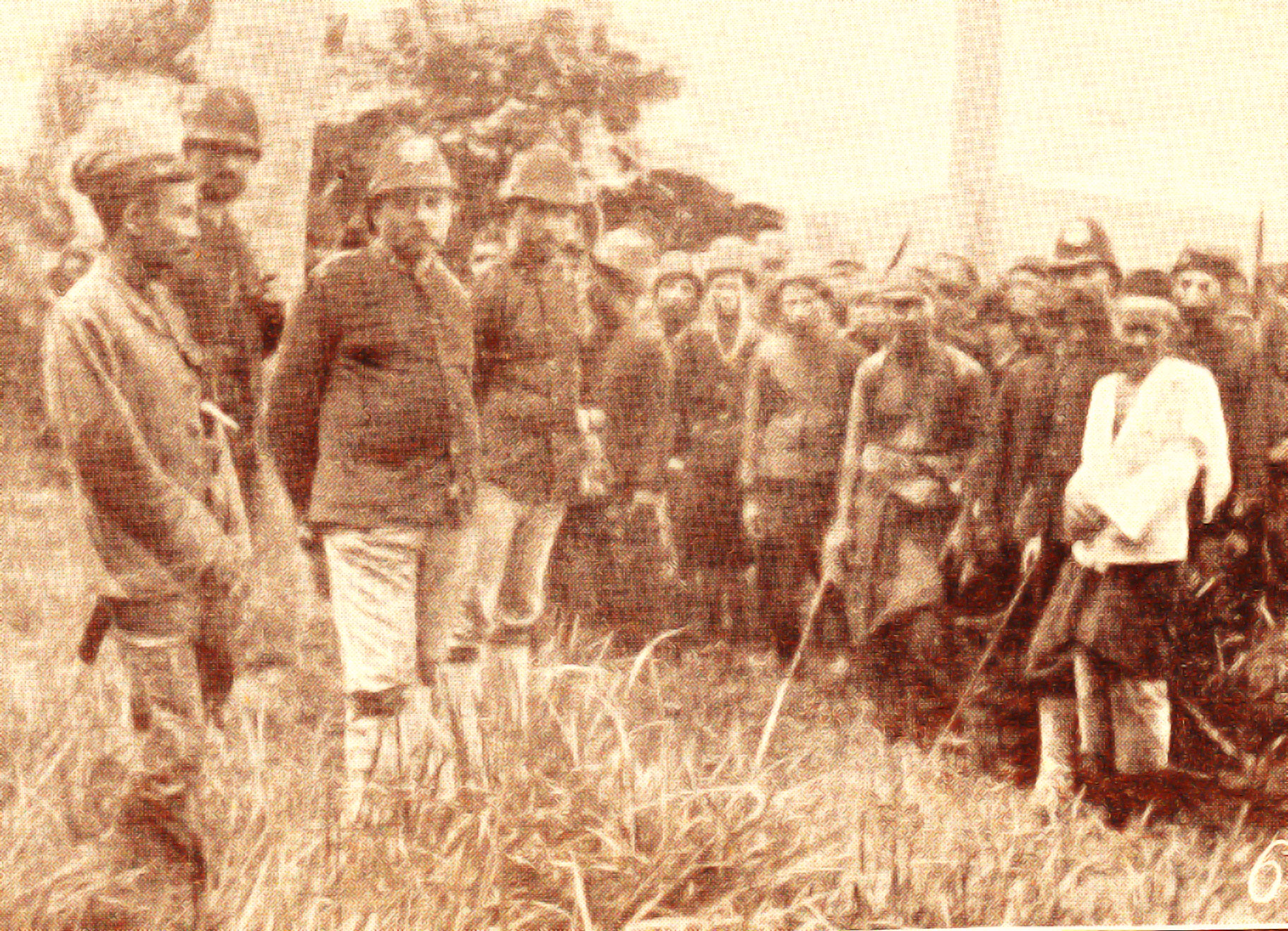
Overste Van Heutsz bij Selimoen
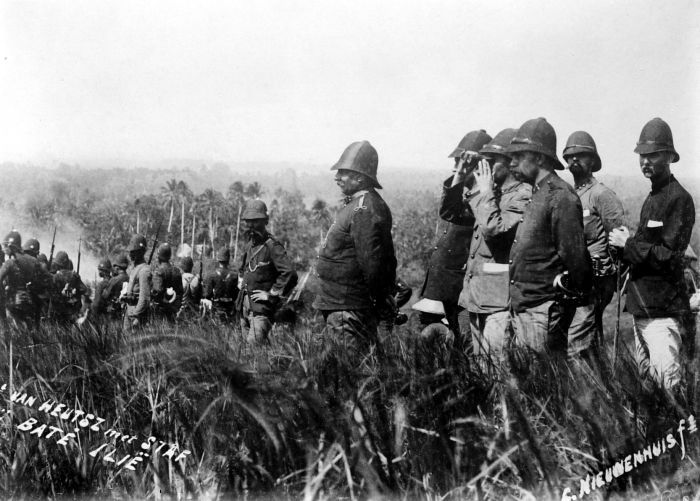
Luitenant-generaal Van Heutsz met zijn staf tijdens de aanval op Batoe Iliq

### Huidig gebruik
Tegenwoordig worden nachtblauwe helmhoeden gedragen bij de ceremoniële tenues van het Regiment van Heutsz, Garderegiment Fuseliers Prinses Irene:p36,44,103,104:p9 en het Korps Mariniers.:p12,47,77,78,135-138:p24-26:p254–255

#### Korps Mariniers

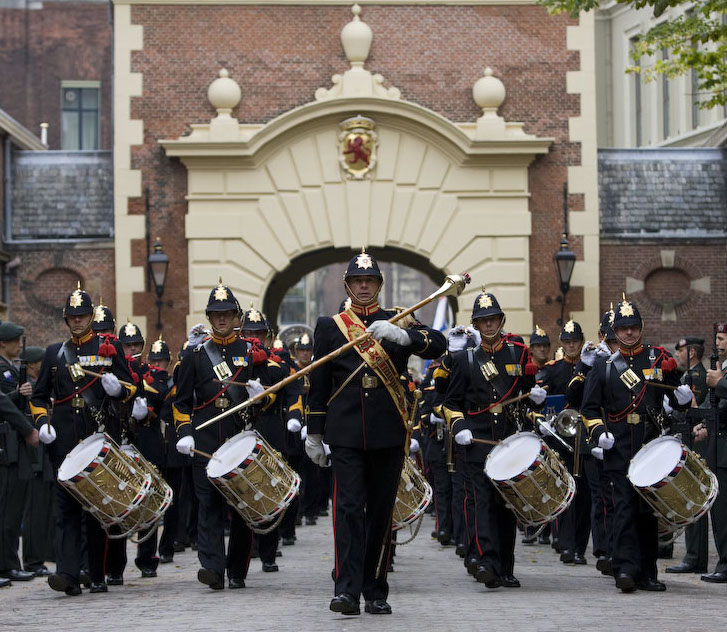
Marinierskapel op Prinsjesdag 2009

De helmhoed van het Korps Mariniers is overtrokken met nachtblauwe stof. Bovenop is een goudkleurige vierpuntige metalen rozet aangebracht. De punten zijn bladvormig, op ieder blad staat een anker binnen een scheepstros afgebeeld. Op de rozet staat een zeskantige piek van 60 mm. Aan de voorzijde van de helm bevindt zich een goudkleurige metalen helmplaat in de vorm van het embleem van het Korps Mariniers: de Nederlandse leeuw geplaatst op twee gekruiste ankers voor een ‘zon’, met daarboven een koningskroon.
Aan de zijkanten van de helm zijn goudkleurige knopen met een haak aangebracht. Op de knopen is een anker binnen een scheepstros afgebeeld. Aan de haken hangt een kinketting van goudkleurige metalen ringen op zwart soepel leder.

#### Garderegiment Fuseliers Prinses Irene

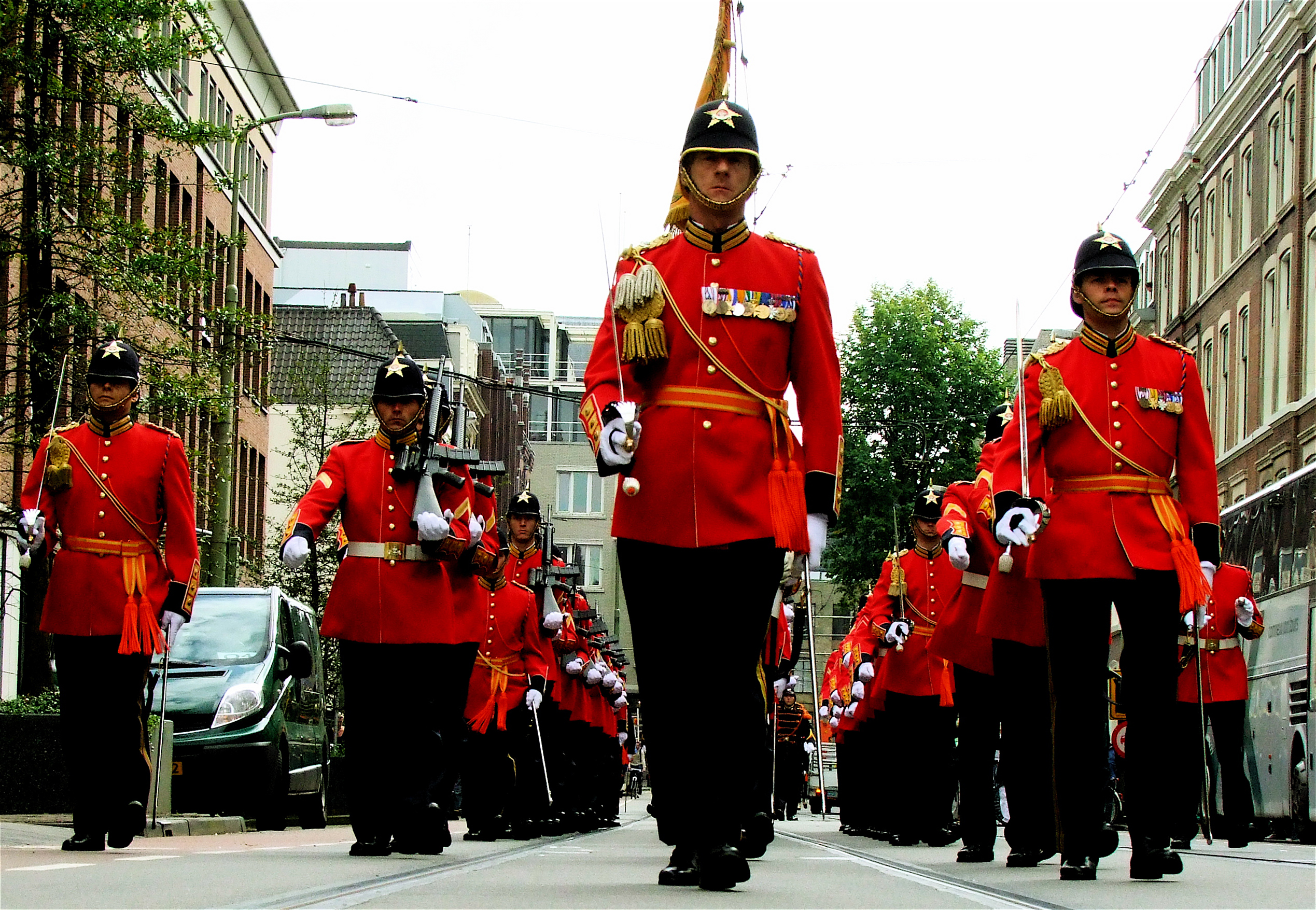
Garderegiment Fuseliers Prinses Irene op Prinsjesdag 2008

De helmhoed van het Garderegiment Fuseliers Prinses Irene is geïnspireerd op die van de Britse infanterie van linie. De helmhoed is overtrokken met nachtblauwe stof. Bovenop is een goudkleurig metalen vierpuntige rozet aangebracht. De punten zijn bladvormig. Op de rozet staat een zeskantige piek van 60 mm. Aan de voorzijde van de helm bevindt zich een goudkleurige metalen helmplaat in de vorm van een invasiester met daarop in wit metaal op een oranje achtergrond het fuseliersembleem (een banderol met de tekst “Prinses Irene” en daarboven een koningskroon). Aan de zijkanten van de helm zijn leeuwenkophaken aangebracht. Hieraan hangt een kinketting van goudkleurige metalen ringen op zwart soepel leder.:p9

#### Regiment Van Heutsz
De helmhoed van het Regiment van Heutsz is een exacte kopie is van het KNIL model 1894. De helmhoed is overtrokken met nachtblauwe stof. Bij opperofficieren is de overtrek voorzien van vier smalle goudkleurige biezen die van de top omlaag lopen.

Boven op de helm is een goudkleurig metalen rozet aangebracht, met daarop een zeskantige piek van 60 mm. Aan de voorzijde van de helm bevindt zich een goudkleurige metalen helmplaat in de vorm van het wapenembleem van het Regiment van Heutsz, een “KNIL-zon” op een oranje achtergrond.

Voor op de helmhoed bevindt zich een stormband van soepel zwart leder, die met goudkleurige leeuwenkopknopen aan de zijkant bevestigd is. De helmhoed is voorzien van een soepele zwartlederen kinband. Officieren dragen daarop een kinketting van goudkleurige metalen ringen.

## Helmen

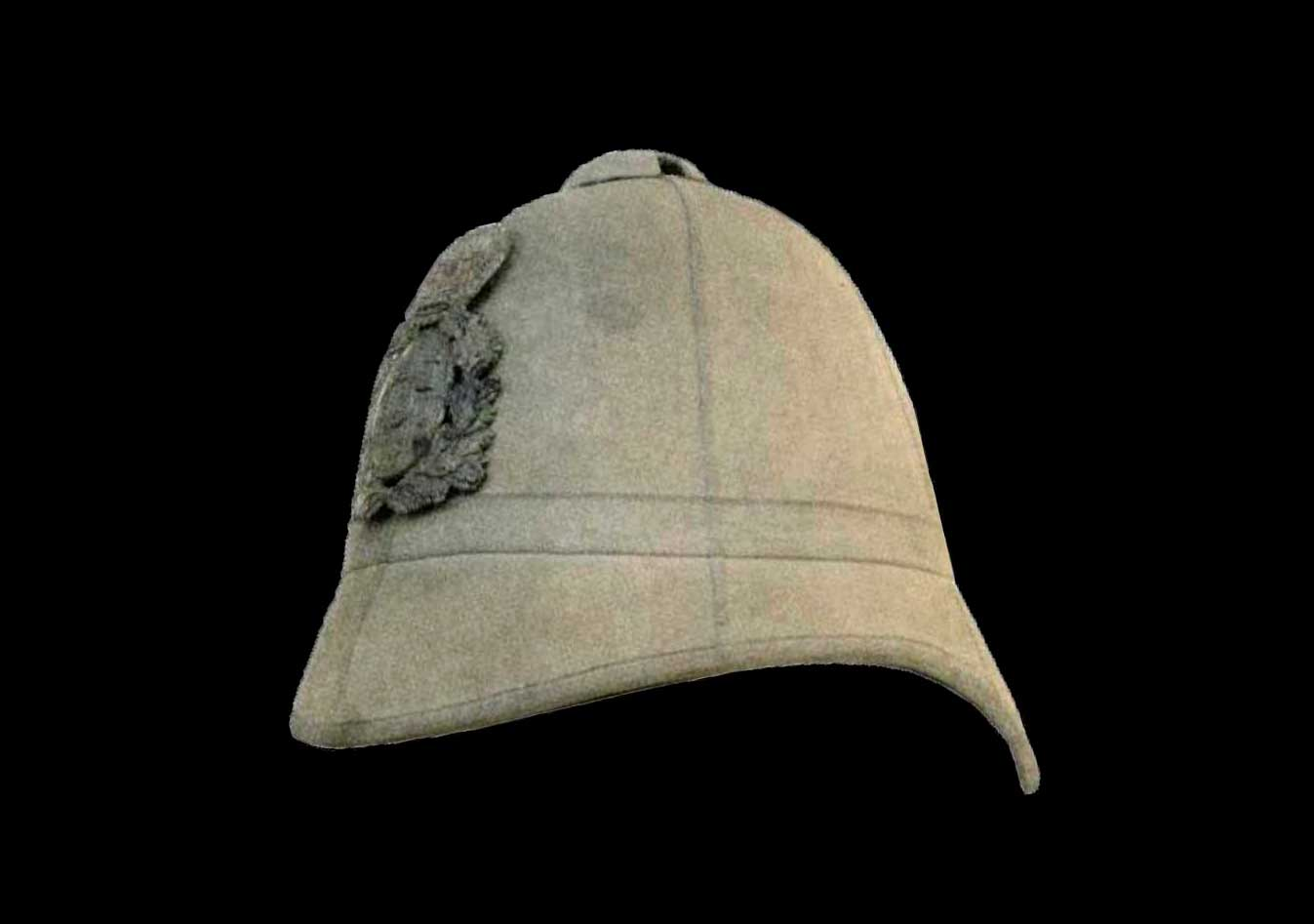
Tropenhelm die in de tweede helft van de 19de eeuw in Spaans-Oost-Indië en later in de Spaans-Amerikaanse Oorlog werd gebruikt
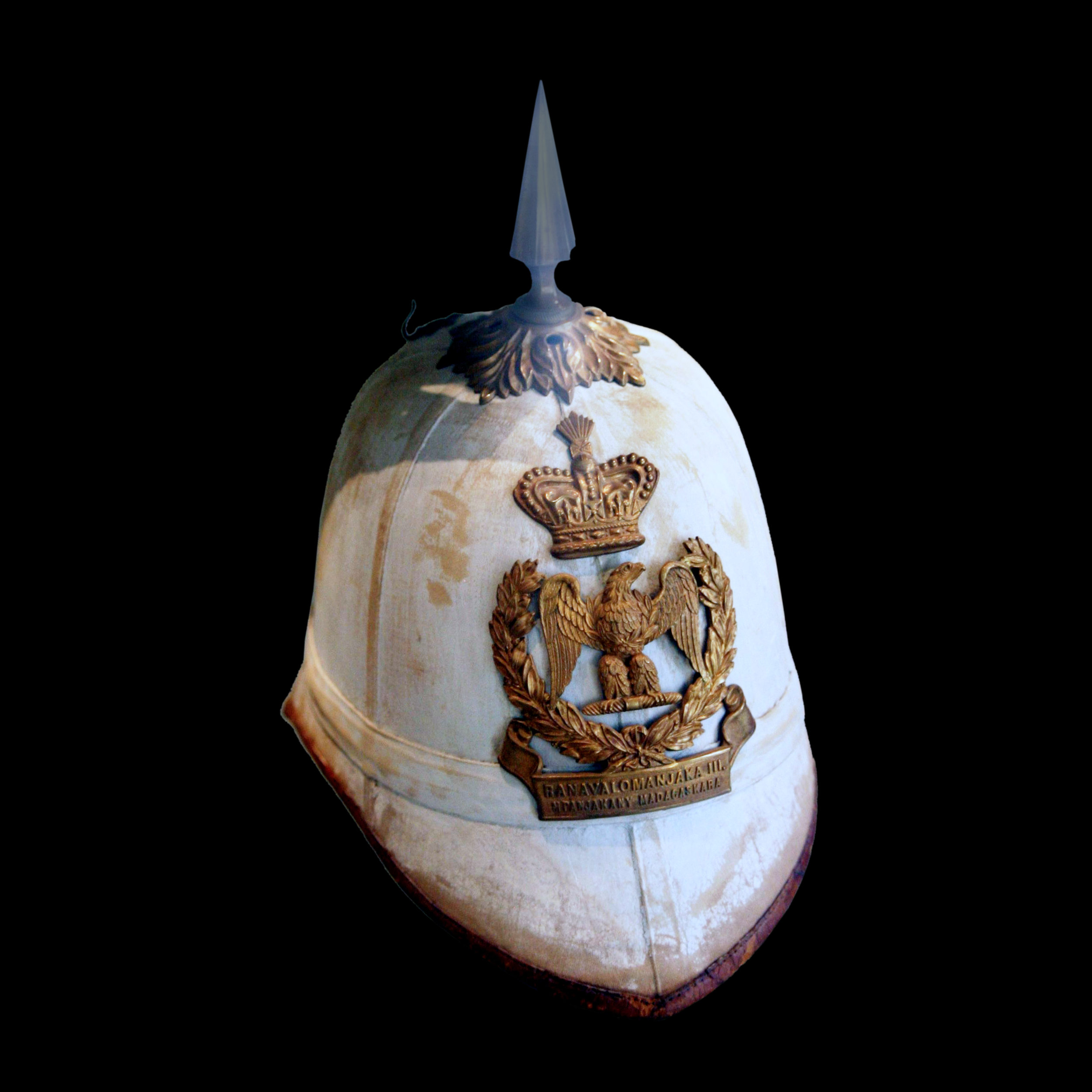
Tropenhelm met punt van het Tweede Franse Keizerrijk, in de stijl van de pickelhaube, met de naam van Ranavalona III, de laatste koningin van Madagaskar
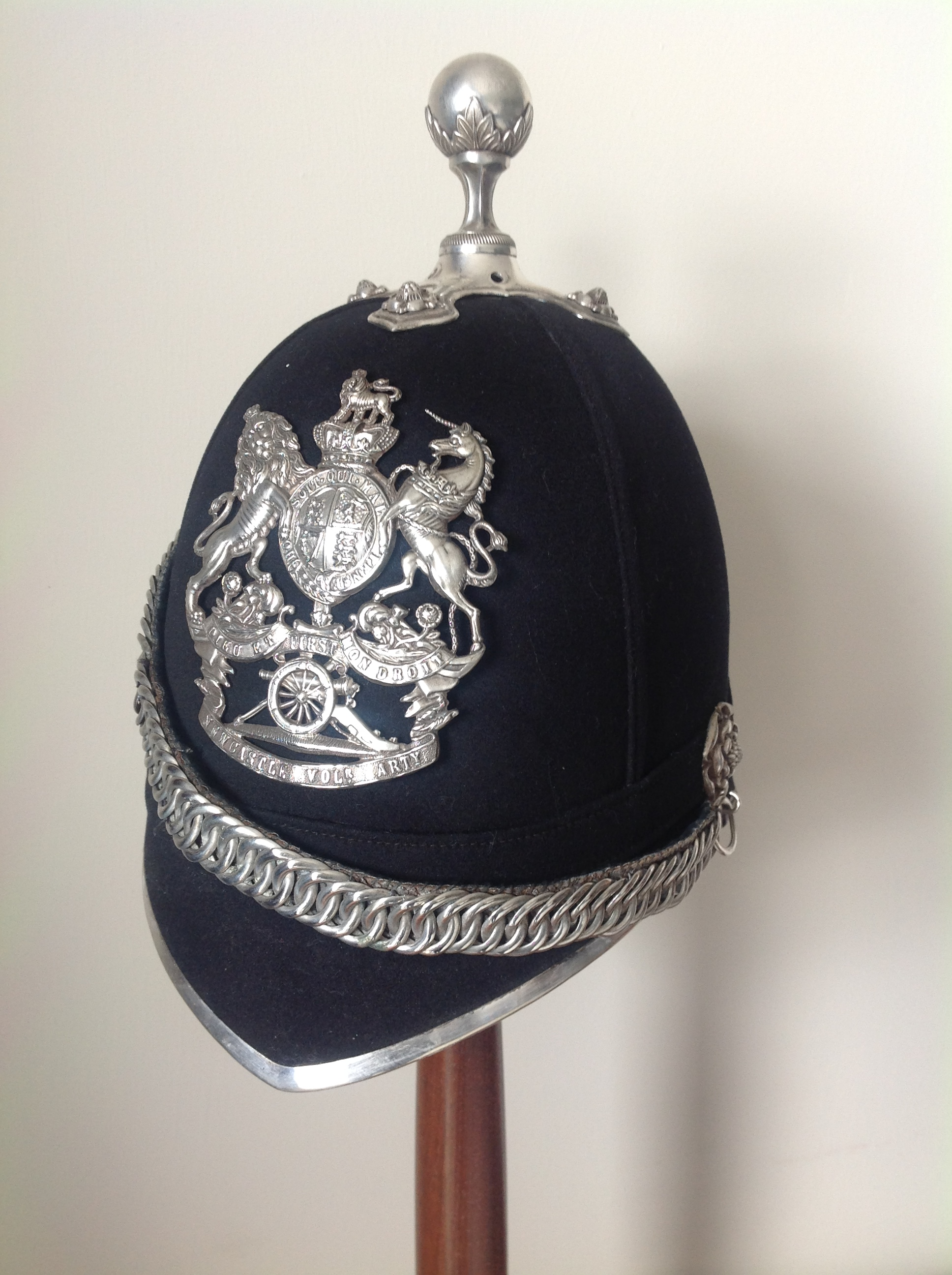
"Home Service" tropenhelm van de 1st Newcastle-upon-Tyne Artillery Volunteers, 1891-1901.
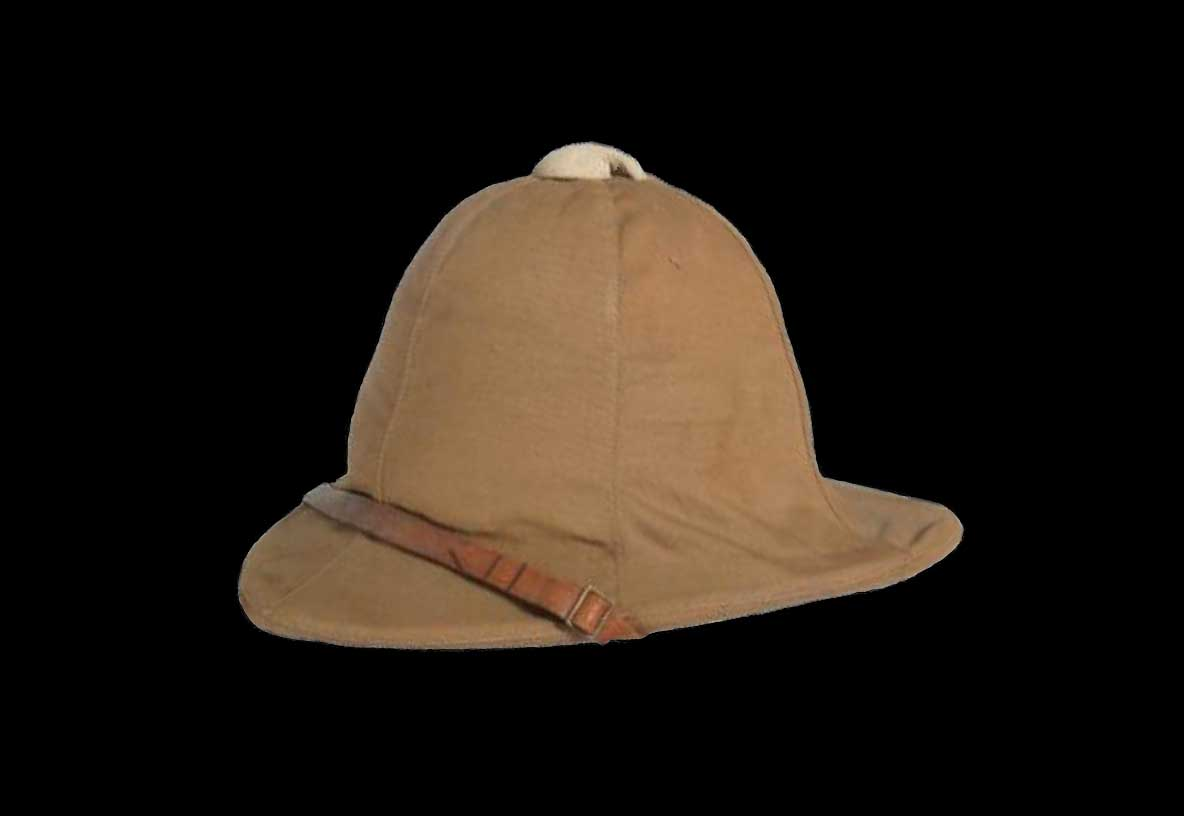
Spaanse tropenhelm uit de Tweede Oorlog van Melilla
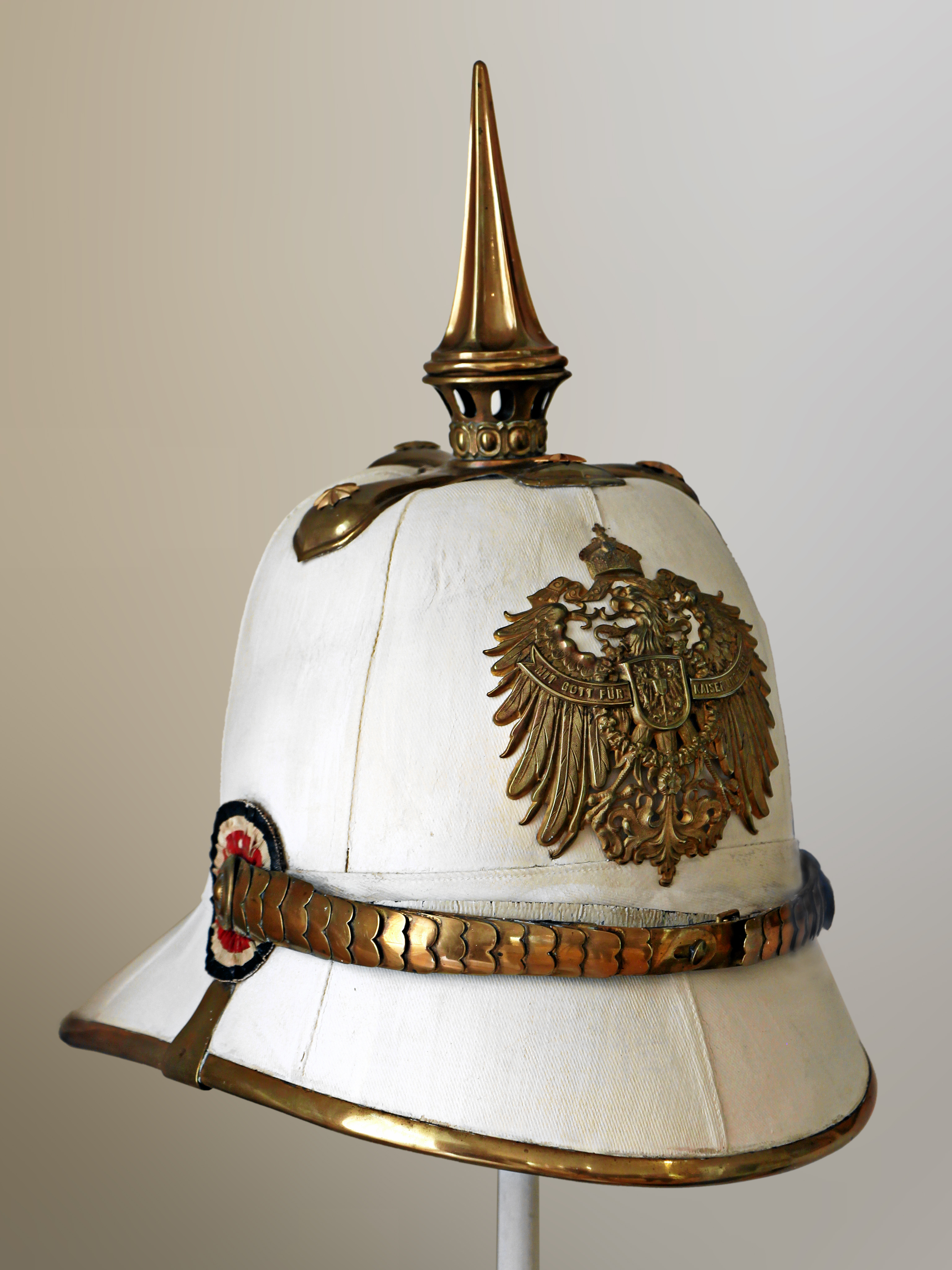
Tropenhelm van een Duitse diplomaat (ca. 1910)
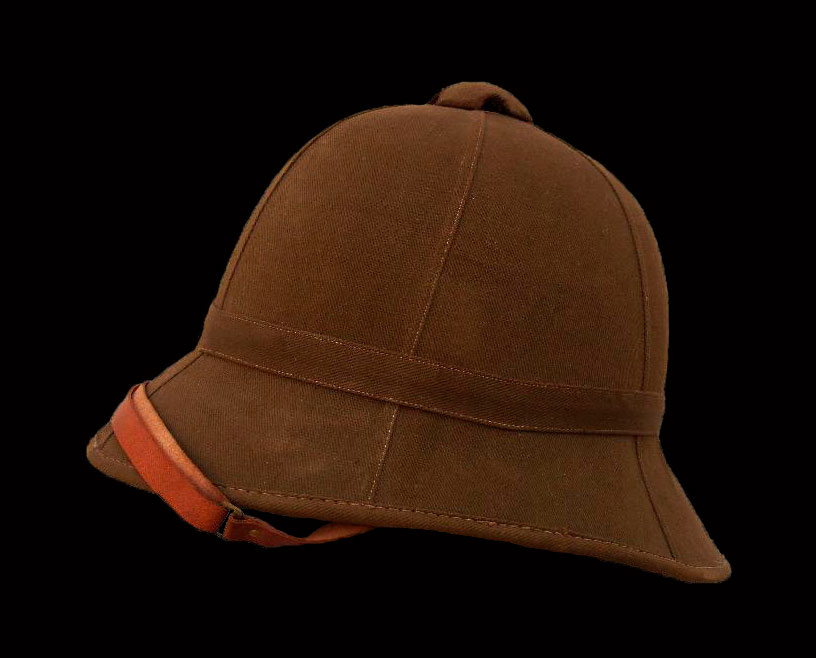
Spaanse tropenhelm zoals die gedragen werd tijdens de Rifoorlog
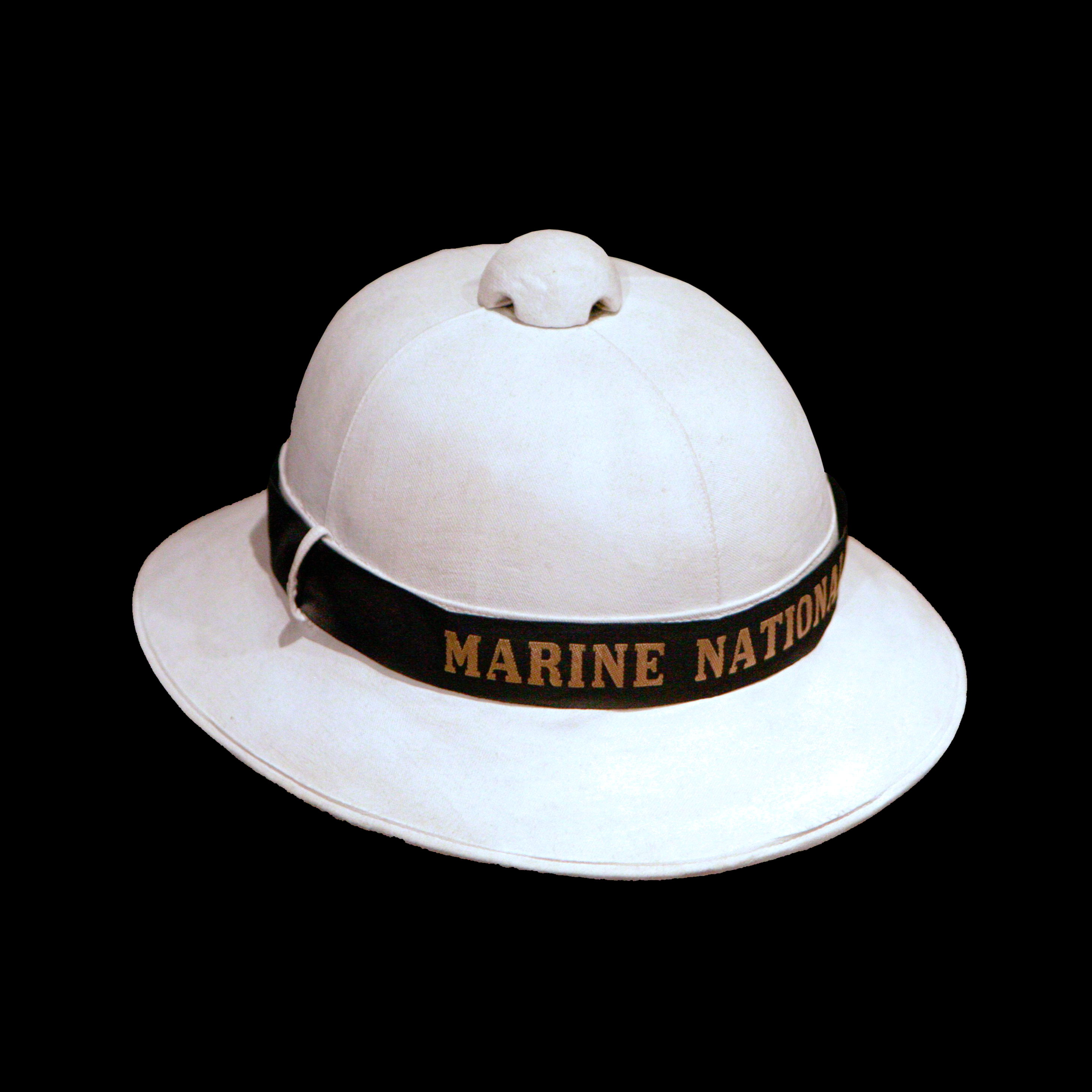
Tropenhelm van de Franse marine uit het begin van de 20ste eeuw
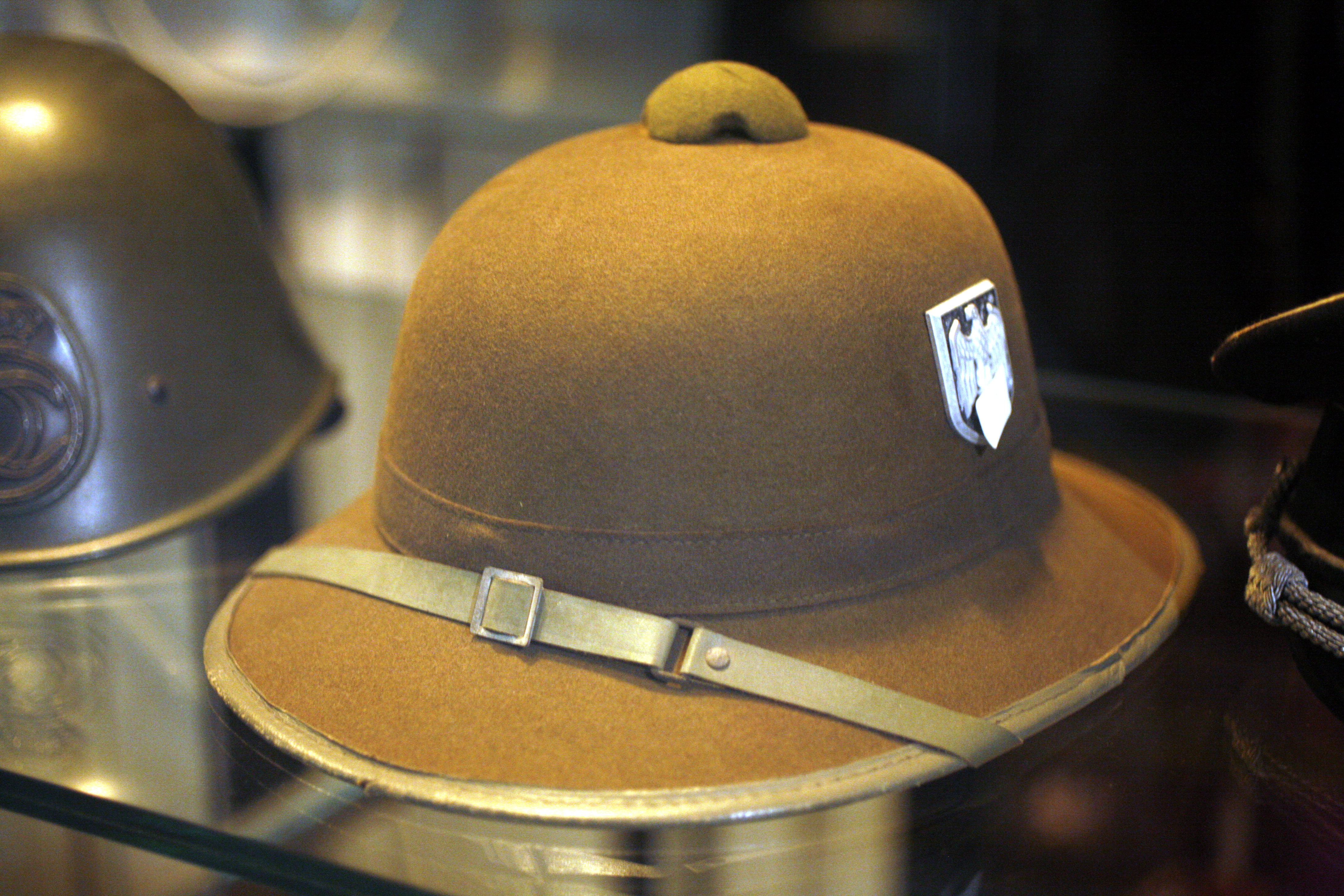
Duitse tropenhelm uit de Tweede Wereldoorlog
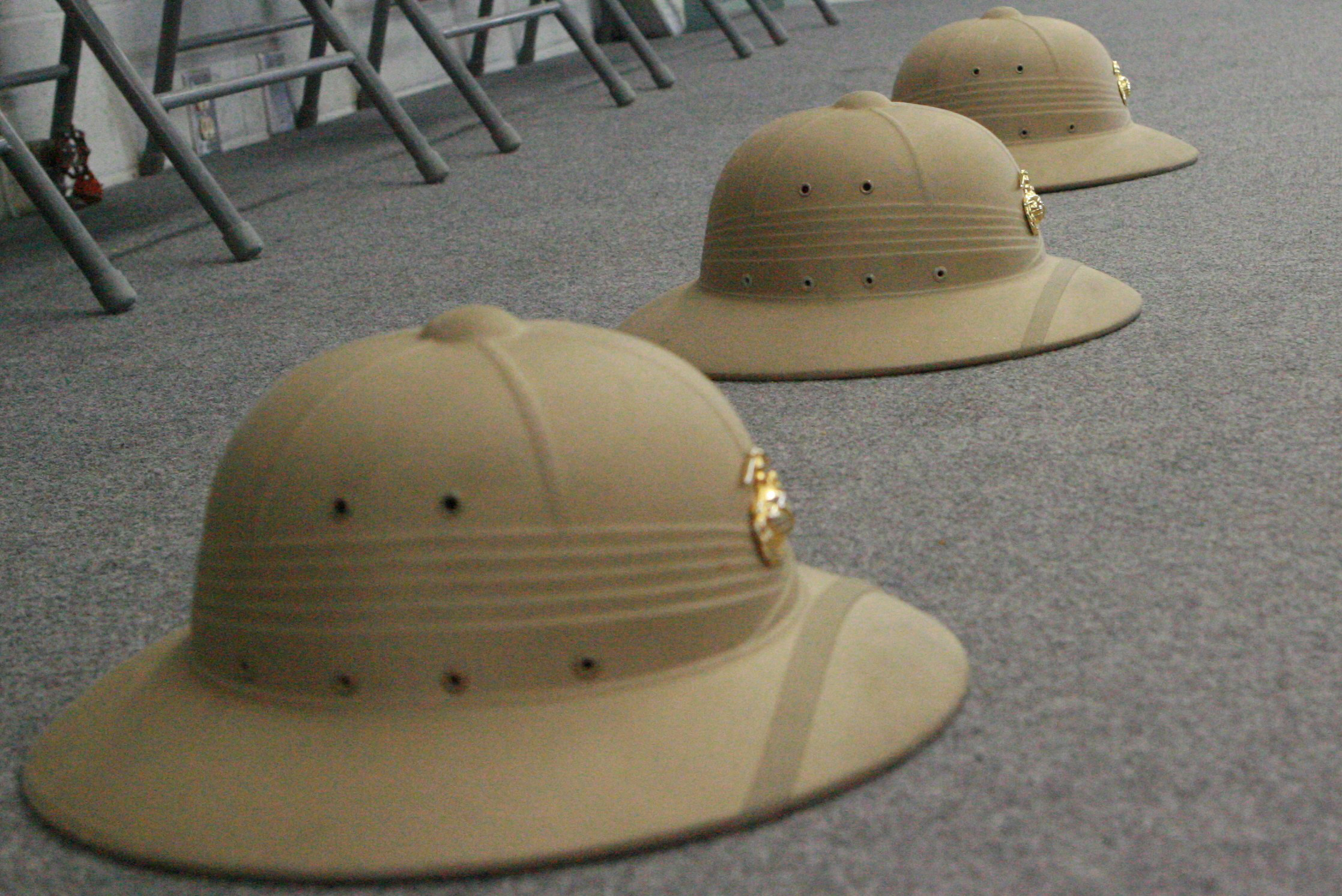
“Elephant Hat”, een moderne kunststof tropenhelm van het US Marine Corps
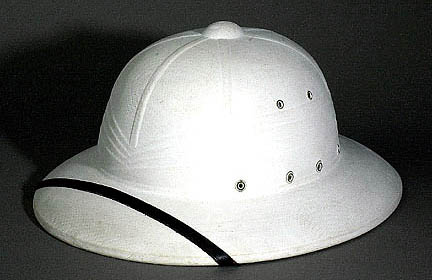
"American sun helmet" van Harry S. Truman, gemaakt door Hawley Products Company
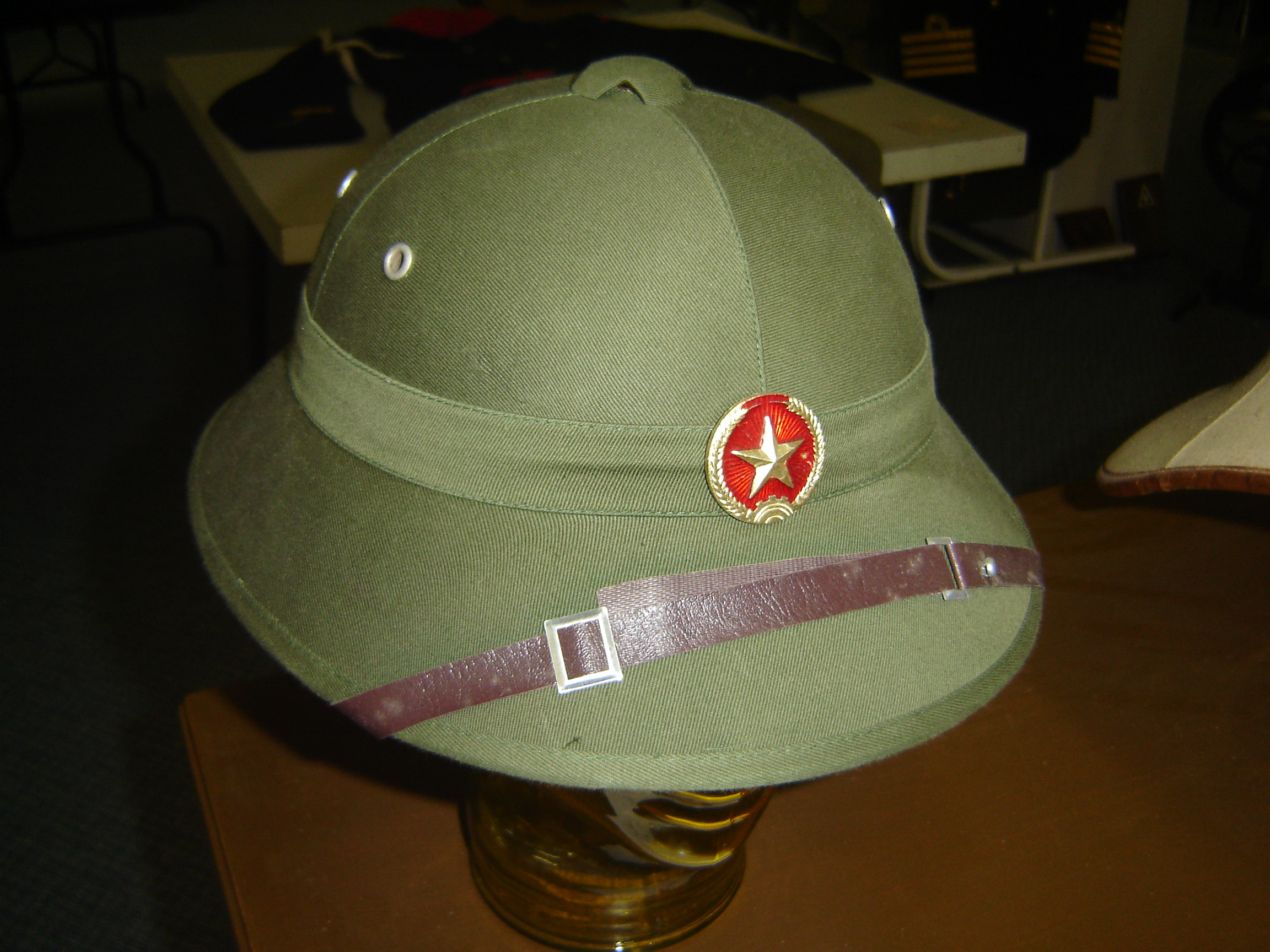
Een Noord-Vietnamese tropenhelm gedragen tijdens de Vietnamoorlog

### Bekende dragers
- Albert Schweitzer, Duitse tropenarts
- Winston Churchill, Brits politicus
- Paul von Lettow-Vorbeck, Duits militair
- Lawrence of Arabia, Brits prozaschrijver, archeoloog en militair
- Erwin Rommel, Duits militair, commandant Afrikakorps
- Melania Trump droeg een tropenhelm tijdens haar reis naar Kenia begin oktober 2018
- Madness in de videoclip van hun hit ‘Night Boat to Cairo’ (1980)
- Gunner “Lofty” Sugden in de komedieserie ‘Oh moeder, wat is het heet’ (‘It ain’t half hot mum’, 1974-1981)

Bekende dragers van de tropenhelm
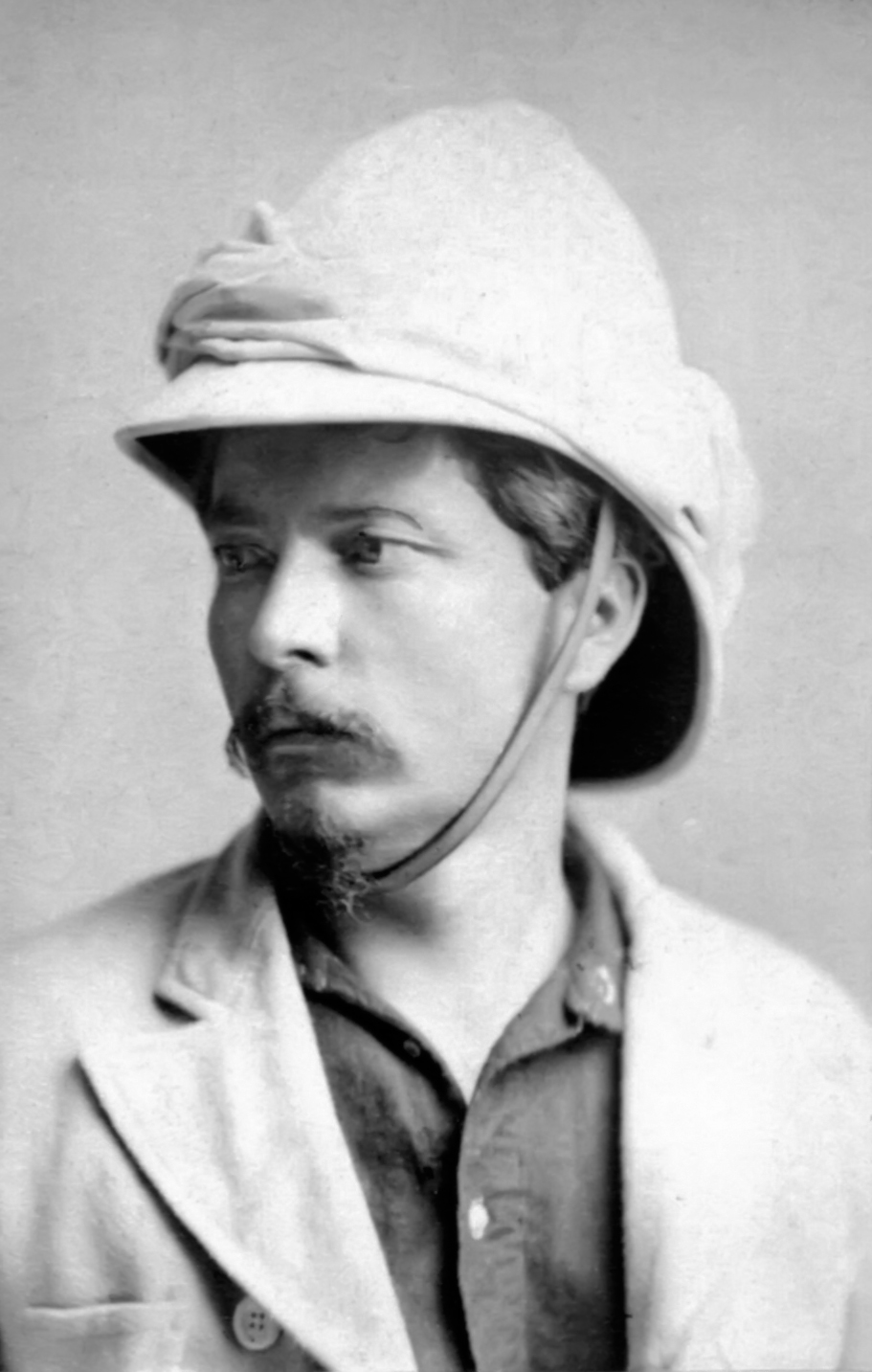
De Britse ontdekkingsreiziger Henry Morton Stanley (1872)
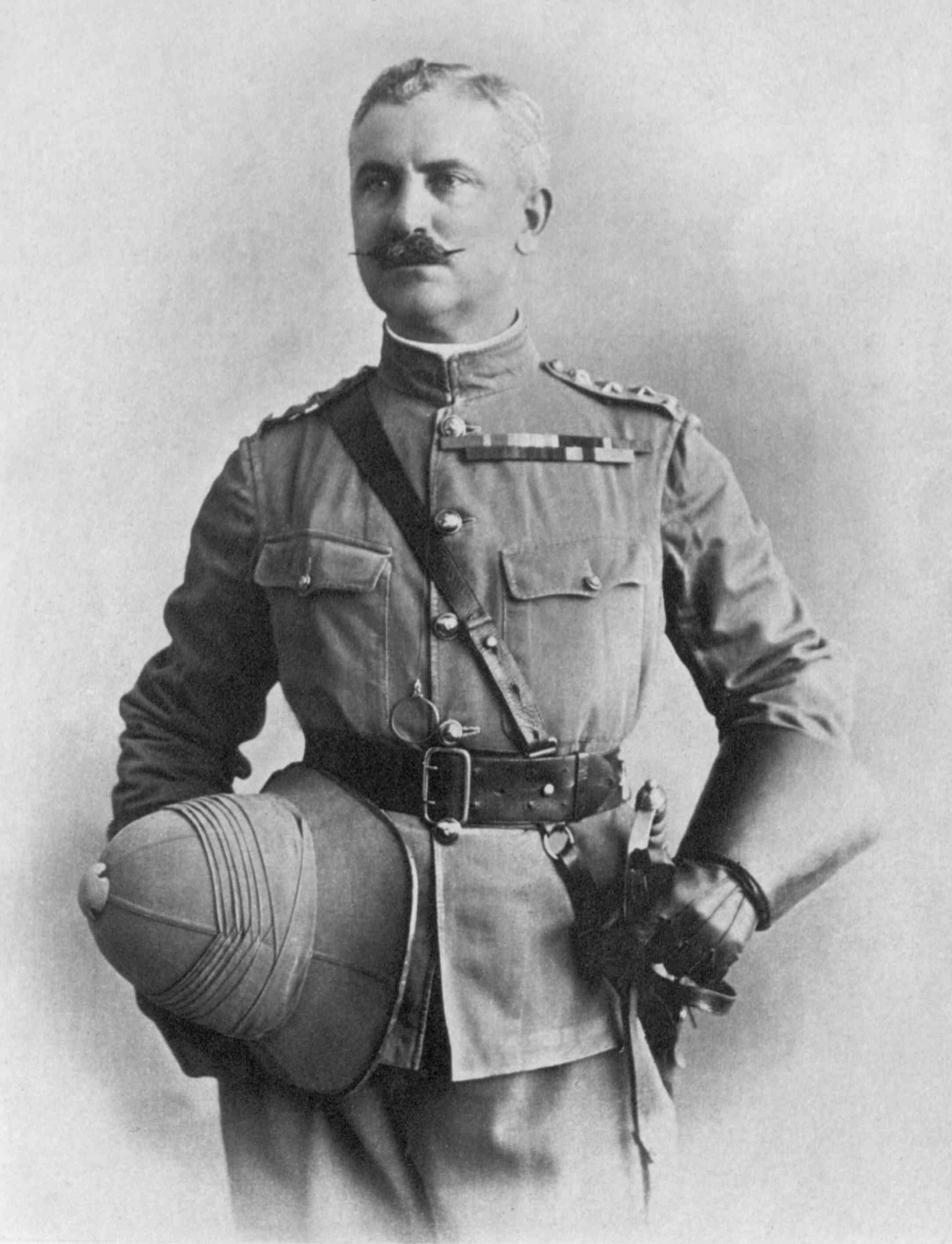
Sir Reginald Wingate met een Wolseley-model tropenhelm (ca. 1899)
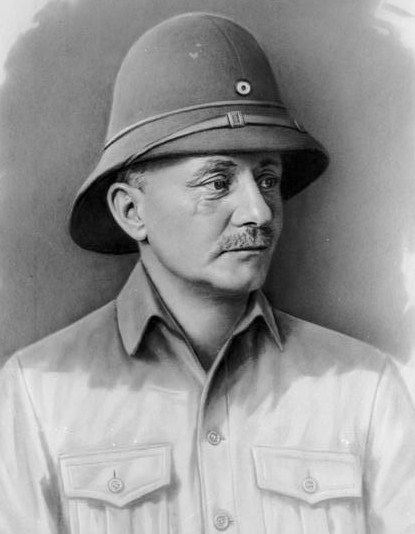
Paul von Lettow-Vorbeck (ca. 1914-1918)
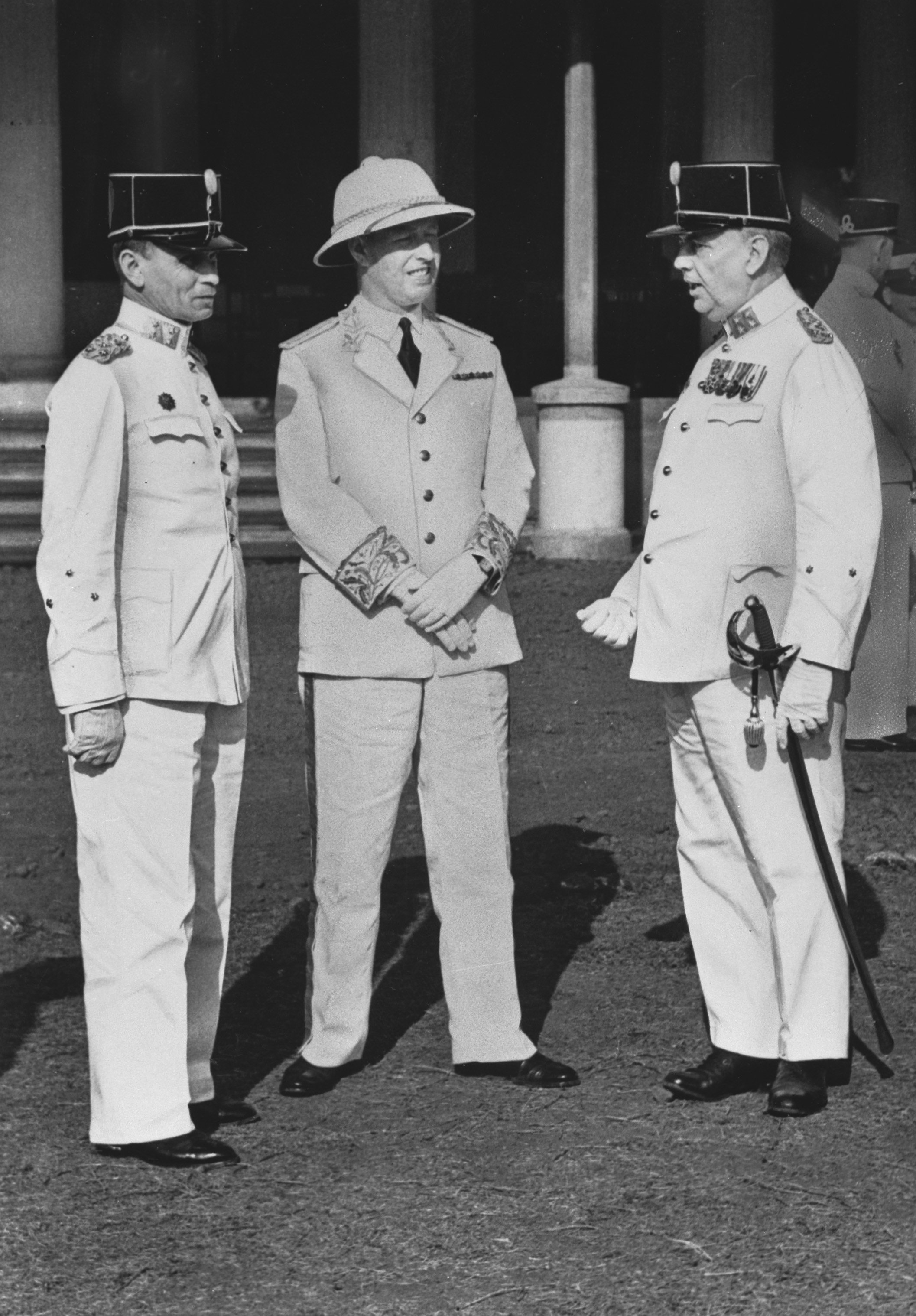
Gouverneur-generaal Tjarda van Starkenborgh Stachouwer met tropenhelm (1937)
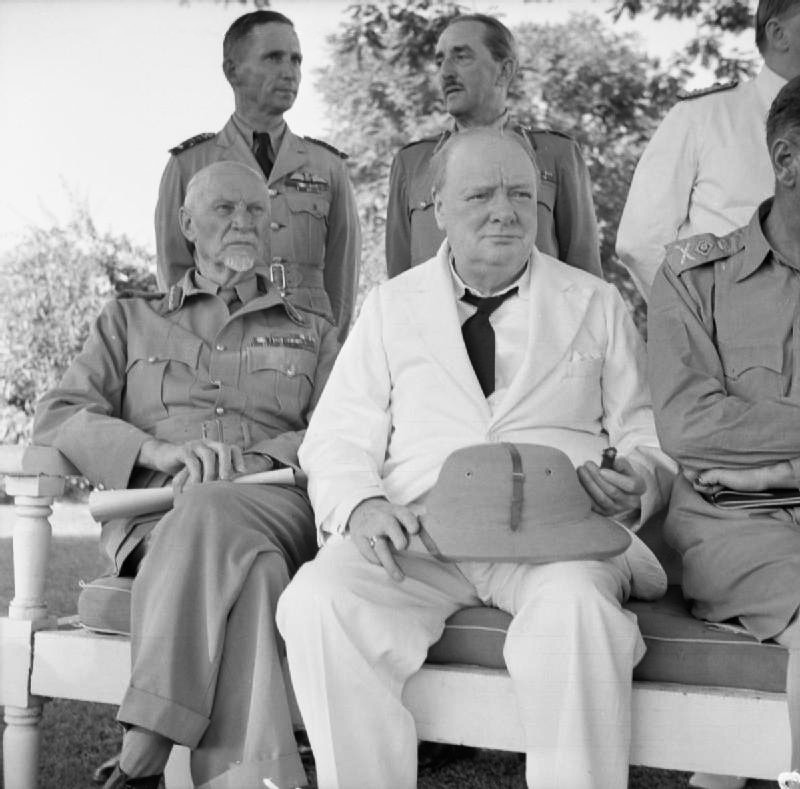
Winston Churchill (1942)
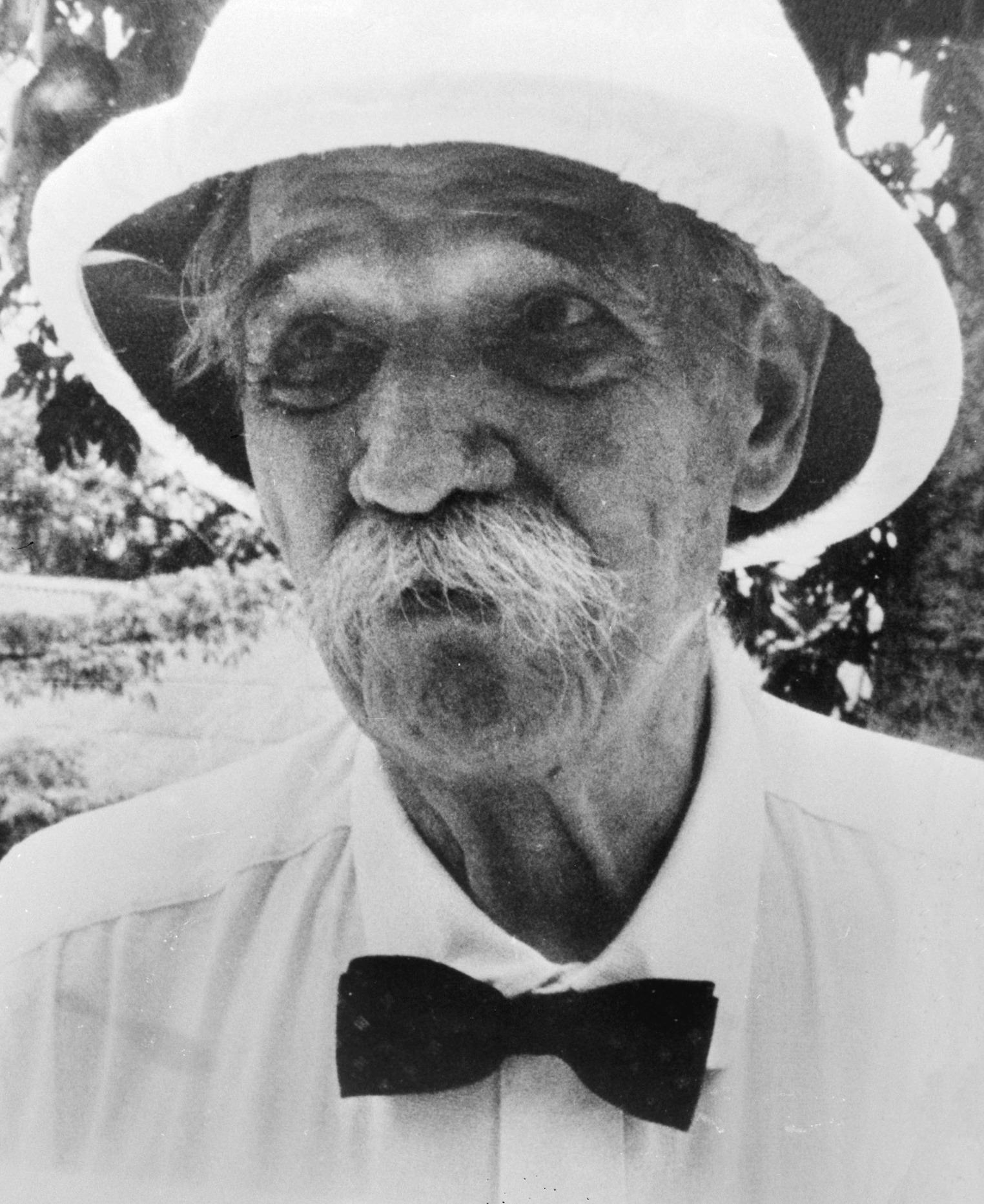
Albert Schweitzer (1965)

## Afbeeldingen

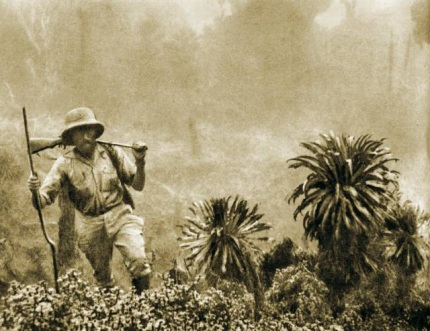
Kazimierz Nowak, een stereotype ontdekkingsreiziger (ca. 1931-1936)
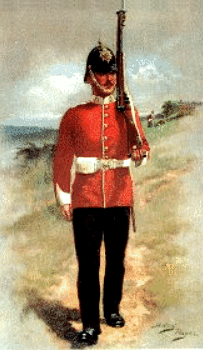
Militair van het East Lancashire Regiment infanterie van linie door Harry Payne
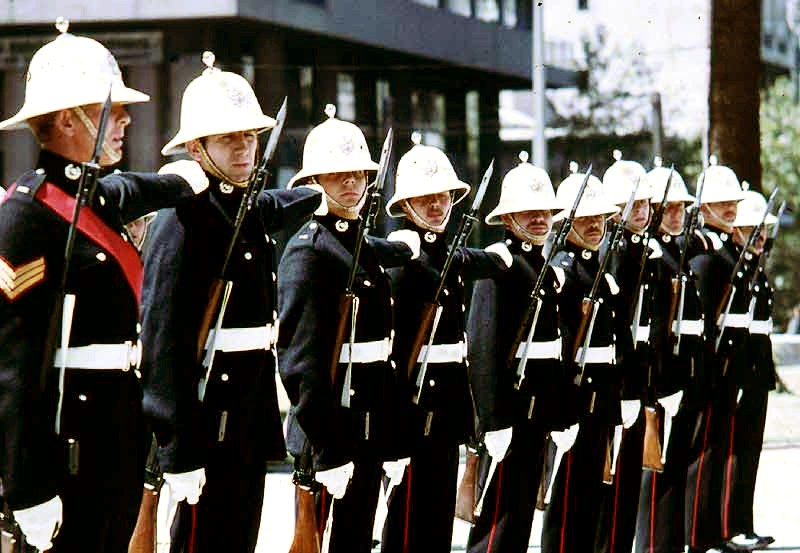
Britse Roys Marines in ceremonieel tenue met 'Wolseley model' tropenhelm
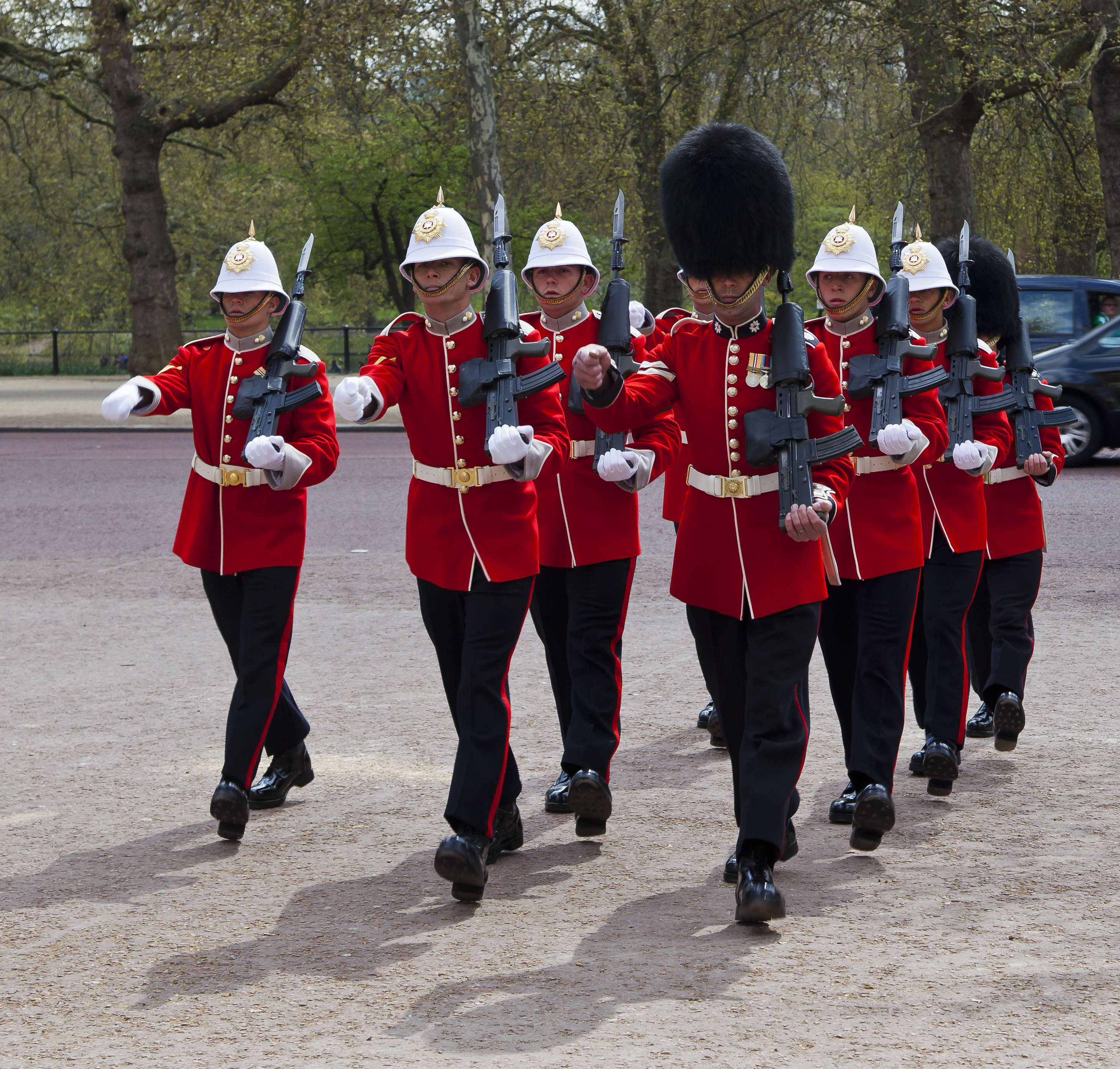
Britse Royal Gibraltar Regiment in ceremonieel tenue met 'koloniaal model' tropenhelm